# Mandello del Lario
Mandello del Lario – miejscowość i gmina we Włoszech, w regionie Lombardia, w prowincji Lecco.
Według danych na rok 2004 gminę zamieszkiwały 9854 osoby, 240,3 os./km².

## Przemysł
W miejscowości znajduje się fabryka motocykli Moto Guzzi.